# Katara
Katara é uma personagem fictícia das séries animadas Avatar: A Lenda de Aang e A Lenda de Korra, produzidas e exibidas pelo canal norte-americano Nickelodeon. A personagem foi criada por Michael Dante DiMartino e Bryan Konietzko, e dublada (no original, em inglês) por Mae Whitman. No filme The Last Airbender, foi interpretada pela atriz Nicola Peltz.
Katara tem 14 anos de idade e é uma mestre na dobra de água. Nascida na Tribo da Água do Sul, ela e seu irmão mais velho, Sokka, encontram o desaparecido Avatar, um menino chamado Aang, e juntos eles o acompanham em sua jornada para derrotar a Nação do Fogo e trazer a paz de volta às nações devastadas pela guerra. A personagem apareceu em 59 episódios de um total de 61 de A Lenda de Aang.

## Personalidade
Madura, carinhosa e gentil, Katara assumiu todas as obrigações domésticas em sua tribo após a morte de sua mãe. Como a última dobradora de água da Tribo da Água do Sul, Katara não esconde seu sonho de um dia se tornar uma grande mestre.
Em alguns episódios, Katara demonstra uma grande teimosia, sempre tentando convencer os outros de que sua opinião é a mais correta. Ela costuma ter acessos de raiva e descontentamento, o que, combinado com sua poderosa técnica de dobra de água, têm resultados devastadores. Foi graças a uma dessas "explosões" que Katara acabou destruindo, acidentalmente, o iceberg que aprisionava Aang e Appa. 
É capaz de ver a inocência em todas as criaturas, um exemplo disso é que, no início, quando muitos não confiaram em Aang, ela o fez.

## Em outras mídias
Cinema
A atriz Nicola Peltz interpretou Katara no filme The Last Airbender, que é a adaptação cinematográfica do desenho animado para o cinema.
Adaptação para o streaming
Kiawentiio foi anunciada como a intérprete da personagem na série live-action produzida pela Netflix.